# Nosodendron disjectum
Nosodendron disjectum är en skalbaggsart som beskrevs av Champion 1923. Nosodendron disjectum ingår i släktet Nosodendron och familjen almsavbaggar. Inga underarter finns listade i Catalogue of Life.